# Мордвинов Аркадій Григорович
Мордвинов Аркадій Григорович (справжнє прізвище — Мордвишев; 15 [27] січня 1896, Журавліха, Пеля-Хованська сільрада — 23 липня 1964, Москва) — радянський архітектор. Лауреат двох Сталінських премій (1941, 1949). Президент Академії архітектури СРСР (1950—1955). Член РКП(б) із 1919 року.

## Біографія
Народився у селі Журавліха (нині Починківського району Нижньогородської області). Син іконописця. Дитячі роки провів у селі Варіж під Павловом. Закінчив інженерно-будівельний факультет МВТУ у 1930 році. Ранні роботи Мордвинова відносяться до конструктивізму, наприклад, будівля поштамту в Харкові, проте 1929 року він став одним із організаторів об'єднання ВОПРА, яке виступало проти представників авангардистських течій у радянській архітектурі. Зокрема, Мордвинов виступив з різкою критикою на І. І. Леонідова, звинувативши архітектора в шкідництві, я його творчість назвав «леонідівщиною» — «дрібнобуржуазним напрямом у архитектурі». На початку 1930-х років працював заступником керівника архітектурно-проектної майстерні № 3 Архплану Мосради (керівник майстерні — Іван Фомін); входив до складу постійної архітектурної наради Ради будівництва Палацу Рад при Президії ВЦВК.
Голова Комітету у справах архітектури при Раді Міністрів СРСР (1943—1947).
Президент Академії архітектури СРСР (1950—1955).
Ініціатор потоково-швидкісного будівництва житлових будинків, застосованого у Москві на вулицях Горького (1937—1939); Ленінському проспекті, (1939—1940); Великій Полянці (1940); набережних Москви-ріки (1940—1941); Новинському бульварі (1939—1941).
Серед інших робіт Мордвинова — готель «Україна» спільно з В. К. Олтаржевським та ін., 1957.
Помер 23 червня 1964 року. Похований у Москві на Новодівичому цвинтарі (дільниця № 6).